# フレイザー家の秘密
『フレイザー家の秘密』（The Undoing）は2020年にHBOで放送されたミステリー・心理スリラー・テレビドラマ・ミニシリーズであり、ジーン・ハンフ・コレリッツによる2014年の小説「You Should Have Known」に基づいている。デビッド・E・ケリーが原案と脚本を担当し、スサンネ・ビアが脚本を書き、ニコール・キッドマンとヒュー・グラントが主演を務めた。
日本ではU-NEXTが配信している。ソフト発売でのタイトルは『THE UNDOING 〜フレイザー家の秘密〜』。

## キャスト
- グレイス・フレイザー
  - 演 - ニコール・キッドマン、日本語吹替 - 田中敦子[4]
  - ニューヨーク在住の臨床心理士。
- ジョナサン・フレイザー
  - 演 - ヒュー・グラント、日本語吹替 - 森田順平[4]
  - グレイスの夫、医師。
- ジョー・メンドーザ
  - 演 - エドガー・ラミレス、日本語吹替 - 大塚明夫[4]
  - 刑事。
- ヘンリー・フレイザー
  - 演 - ノア・ジュープ、日本語吹替 - 堀江瞬[4]
  - グレイスとジョナサンの息子。
- シルヴィア・スタイネッツ
  - 演 - リリー・レーブ、日本語吹替 - 沢海陽子[3]
  - グレイスの友人、リアドン校生徒の母親、弁護士。
- エレナ・アルヴェス
  - 演 - マティルダ・デ・アンジェリス、日本語吹替 - 折井あゆみ[3]
  - グレイスが知り合いになる子持ちの女性、リアドン校生徒の母親。
- フェルナンド・アルヴェス
  - 演 - イスマエル・クルス・コルドバ、日本語吹替 - 近松孝丞[3]
  - エレナの夫。
- ミゲル・アルヴェス
  - 演 - イーダン・アレクサンダー、日本語吹替 - 崔柚香[5]
  - エレナの息子。
- アレクシス・ヤング
  - 演 - Annaleigh Ashford
  - グレイスの友人、リアドン校生徒の母親。
- ジョリーン・マッコール
  - 演 - ファラ・チャン
  - グレイスの友人、リアドン校生徒の母親。
- マイケル・ホフマン
  - 演 - Tarik Davis
- ポール・オルーク
  - 演 - マイケル・ディヴァイン
  - 刑事。
- ジャネット・フレイザー
  - 演 - ローズマリー・ハリス
  - ジョナサンの母。
- フランクリン・ラインハート
  - 演 - ドナルド・サザーランド、日本語吹替 - 勝部演之[4]
  - グレイスの父。
- キャサリン・スタンパー
  - 演 - Sofie Gråbøl
  - 検事[6]。
- ロバート・エーデルマン
  - 演 - ダグラス・ホッジ（英語版）
  - 公選弁護人。
- レイラ・スコット
  - 演 - エイドリアン・レノックス（英語版）
  - 判事。
- ヘイリー・フィッツジェラルド
  - 演 - ノーマ・ドゥメズウェニ（英語版）、日本語吹替 - 伊沢磨紀[3]
  - フランクリンの雇う有能な弁護士。
- コニー・チャン
  - 演 - 本人
  - 著名なニュースキャスター。

## あらすじ
心理療法士のグレイスは医師の夫ジョナサン、エリート校に通う息子のヘンリーとともにマンハッタンでセレブ生活を送る。学校のチャリティ活動でグレイスが出会ったエレナが殺害される。夫がエレナの息子の主治医であり、エレナと不倫関係になって娘を産ませたことが分かり、容疑者として逮捕される。グレイスは夫を疑いながらも、父フランクリンと弁護士ヘイリーに頼り、夫を無罪にしようとする。夫の母との会話でジョナサンに共感力が欠けていることを知り、ヘンリーが凶器を見つけていたことで夫の犯行を確信する。法廷の証言で夫を追い詰めるよう仕組み、有罪を決定的にする。ジョナサンはヘンリーを誘拐するもグレイスが救い出し、ジョナサンは逮捕される。

## エピソード
| 通算 話数 | タイトル                            | 監督           | 脚本                  | 放送日         | U.S.視聴者数 (百万人) |
| --- | ----------------------------------- | -------------- | --------------------- | -------------- | --------------------- |
| 1 | "破滅への序章" "The Undoing"        | スサンネ・ビア | デイビッド・E・ケリー | 2020年10月25日 | 0.676                 |
| 心理療法士を務めるグレイス・フレイザーは医師の夫ジョナサン、エリート学校であるリアドン校に通う息子のヘンリーとともにマンハッタンに住む。他の母親たちとともに慈善活動の資金調達委員会に出席し、乳児を抱えたエレナに出会う。次の数日間、グレイスは何度かエレナに出くわし、資金調達のオークションでは泣いているエレナを見かけて慰める。翌日、エレナの死体が息子のミゲルに発見される。エレナの夫は容疑者となるが、警察はグレイスを含む、エレナの周辺の母親たちを尋問する。ジョナサンはクリーブランドの学会に出かけて不在だが、なぜかスマートフォンを家に置いて出張に出ている。 |                                     |                |                       |                |                       |
| 2 | "失踪" "The Missing"                | スサンネ・ビア | デイビッド・E・ケリー | 2020年11月1日  | 0.799                 |
| グレイスは夫ジョナサンと連絡がつかず不安になる。リアドン校にはメディアが押し掛ける。ジョー・メンドーザ刑事に尋問され、患者であったミゲルの母親エレナに関する不適切行為により、夫が勤務先の病院を3か月前に懲戒解雇されていたと知る。友人のシルヴィアは自分がジョナサンの解雇をめぐり彼の弁護士であったと明かす。エレナの夫フェルナンドにはアリバイがあり、ジョナサンが第一容疑者となる。警察はフレイザー家を家宅捜索し、エレナの残した乳児の父親がジョナサンであると疑う。メディアから逃れるため、グレイスはヘンリーを連れて海の別荘に行く。ジョナサンが姿を現し、エレナとの不倫は認めるも殺人は否定する。グレイスは警察に通報する。 |                                     |                |                       |                |                       |
| 3 | "本性" "Do No Harm"                 | スサンネ・ビア | デイビッド・E・ケリー | 2020年11月8日  | 0.899                 |
| 警察はジョナサンを逮捕し、刑事は遺伝子検査の結果、ジョナサンがエレナの残した乳児の父親であるとグレイスに告げる。ジョナサンは無実を主張するも金に困り、公選弁護人エーデルマンがつき、高額な保釈金を払えない。ジョナサンはエレナに迫られて関係を持ったとグレイスに語る。グレイスの父フランクリンは、ヘンリーの学費としてジョナサンに大金を援助したと娘に告白する。フランクリンは有能な弁護士ヘイリー・フィッツジェラルドを雇う。警察はグレイスに共犯容疑がかかっていると告げ、犯行時刻に殺人現場の周辺の監視カメラに写るグレイスの姿を見せる。 |                                     |                |                       |                |                       |
| 4 | "悪意の所在" "See No Evil"          | スサンネ・ビア | デイビッド・E・ケリー | 2020年11月15日 | 1.122                 |
| 監視カメラには殺害時刻の前後に街を歩くグレイスの姿が多数写り、容疑は薄れる。ヘイリーが保釈を望み、義理の息子を嫌うフランクリンが保釈金を出してジョナサンは保釈される。警察はエレナがグレイスの肖像画を描き、何度も電話をかけていたことを明らかにする。グレイスは心労から倒れる。ジョナサンはフェルナンドに会って無実を訴え、娘を抱かせてもらう。ヘイリーはジョナサンのイメージを改善するためにTVインタビューに出演させ、ジョナサンは真犯人に心当たりがあると主張する。 |                                     |                |                       |                |                       |
| 5 | "怒りに揺れる法廷" "Trial by Fury"  | スサンネ・ビア | デイビッド・E・ケリー | 2020年11月22日 | 1.277                 |
| 法廷で、弁護士ヘイリーは証人のメンドーザ刑事に質問し、疑惑をエレナの夫フェルナンドに向けようとする。エレナもフェルナンドも精神科医にかかっていたことを暴く。ジョナサンは子供のころ自分の過ちで妹を死なせてしまった心の傷をグレイスに語るが、ジョナサンの母ジェーンは息子は罪悪感を持たなかったと言う。ヘンリーは父とエレナが一緒にいるところを見かけたと告白する。グレイスは、ヘンリーのバイオリンケースの中に凶器のハンマーを見つける。 |                                     |                |                       |                |                       |
| 6 | "血塗られた真実" "The Bloody Truth" | スサンネ・ビア | デイビッド・E・ケリー | 2020年11月29日 | 1.811                 |
| ヘンリーはハンマーを海の別荘のかまどで見つけ、父を守るために隠したと言う。ジョナサンはヘンリーがエレナを殺した疑いを口にする。グレイスはジョナサンへの疑いを強める。ヘンリーを証拠隠滅罪で逮捕させないため、ヘイリーはハンマーを証拠として提出しない。ヘイリーはミゲルを証言台に立たせ、フェルナンドがエレナに家庭内暴力をふるっていたことを聞きだす。グレイスは被告側証人となって夫を擁護するも、友人のシルヴィアを通じて夫の母との会話を検事に追及させるよう仕組んで、ジョナサンが良心の呵責を持たない自己愛的パーソナリティ障害であることを明らかにする。フラッシュバックでジョナサンはエレナに家族に近づかないよう言い、殴殺する。有罪が決定的になったジョナサンは、ヘンリーを誘拐して逃げ、橋から飛び降りようとする。グレイスはヘンリーを救い、警察がジョナサンを逮捕する。 |                                     |                |                       |                |                       |